# سحاوق
سحاوق هي صلصة يمنية حارة. منشؤها في المطبخ اليمني. ويعرف السحاوق بعدّة أسماء عبر العالم العربي، من بينها "زْهُق" في اللغة العبرية، و"معبوج" في بعض الدول الخليجية، و"بسباس" أيضًا في بعض المناطق. الاسم "سَحَاوِق" يأتي من الجذر العربي (س-ح-ق) الذي يعني السحق، وهو يقارب في هذا المعنى كلمة "بيستو" المستخدمة في المطبخ الإيطالي.

## التاريخ والأصل
يرجع تاريخ السحاوق إلى مئات السنين في المطبخ اليمني، حيث ارتبط بانتشار استخدام الفلفل الحار بعد وصوله إلى المنطقة من العالم الجديد في القرن السادس عشر. كان اليمن محطة مهمة في طرق التجارة البحرية عبر البحر الأحمر والمحيط الهندي، مما جعلها تتأثر بمنتجات جديدة مثل الفلفل والطماطم. ومع مرور الوقت، أصبح السحاوق أحد أكثر الصلصات شيوعًا في البيوت اليمنية، إذ لا تكاد تخلو مائدة شعبية منه سواء في القرى أو المدن. وقد ارتبط وجوده بالخبز اليمني التقليدي مثل الملوج، والملوح، واللحوح، حيث يقدم بجانب الأطباق الرئيسية أو كغمس جانبي.
ويعتبر السحاوق رمزًا للكرم اليمني، حيث يقدم دائمًا إلى الضيوف بجانب الخبز والوجبات الشعبية. في المناسبات الكبيرة مثل الأعراس أو الولائم الرمضانية، يتم تحضير السحاوق بكميات كبيرة ليشارك فيه الجميع. كما أنه يُستخدم في المآدب الشعبية في الأسواق والمطاعم الريفية. لم يعد السحاوق مقتصرًا على اليمن فقط، بل انتشر في دول الخليج بسبب الهجرة والتواصل التجاري والثقافي. ففي السعودية والكويت والإمارات، يمكن العثور على السحاوق في المطاعم اليمنية الشعبية. كما دخل السحاوق قوائم الطعام العالمية في بعض المطاعم التي تقدم مأكولات شرق أوسطية، وأصبح يقدم بجانب الشاورما والحمص والفلافل.
وارتبط السحاوق بالقصص الشعبية والأمثال، حيث يقال في الأمثال: "من لا يعرف السحاوق لا يعرف اليمن"، في إشارة إلى ارتباطه بالهوية المحلية. كما يتداول اليمنيون قصصًا عن كيف ساعد الفلفل الحار في مقاومة الأمراض والأوبئة قديماً، مما زاد من قدسية هذه الصلصة في المخيلة الشعبية. ويشبه السحاوق في مكوناته وطريقة تحضيره صلصات أخرى حول العالم مثل الصلصة المكسيكية التي تعتمد على الفلفل والطماطم، وكذلك الشمولة المغربية والهريسة التونسية. إلا أن السحاوق يتميز باستخدام الكزبرة الطازجة بكثرة، مما يمنحه نكهة مختلفة. 
الساحوق لا يقتصر على اليمن فقط، بل انتقل إلى دول الخليج، وبرز بشكل لافت في الإمارات خاصّةً. في المطاعم اليمنية في دبي وأبو ظبي، مثل مطعم تراث المندي يُقدّم السحاوق بجانب أطباق مثل المندي حسب تقدير مدير المطعم كأهم الكمّيات الجاذبة والنكهات المحلية المميزة.
ويُقدر وجود ما يقارب 7 ملايين مغترب يمني حول العالم، يغذّون التقاليد الغذائية مثل السحاوق في بلدان كثيرة كالولايات المتحدة، المملكة المتحدة، دول الخليج، أوروبا. اليمنيون المغتربون في الولايات المتحدة، المملكة المتحدة، ودول الخليج، ساهموا في إدخال السحاوق إلى قوائم الطعام العالمية. في بعض المدن الأوروبية، يُقدّم السحاوق كتوابل للبيتزا والفلافل والبرغر، ما يظهر مرونته في المطابخ الحديثة.
أصبح هناك اهتمام أيضًا بابتكار نسخ جديدة مثل سحاوق الفواكه أو سحاوق الخضار المختلطة، والتي تُقدّم كصلصات غمس صحية وابتكارية في مطاعم عالمية.
الأمثال الشعبية والحكم المرتبطة بالسحاوق
السحاوق ارتبط في التراث اليمني بأمثال شعبية وحكم تعكس قيم المجتمع، مثل:
- "السحاوق تزيد الطعام حلاوة"  بمعنى أن النكهة والتوابل تضيف الحياة للأشياء.
- "من لا يعرف السحاوق لا يعرف اليمن"  تعبير عن الارتباط العميق بالهوية اليمنية.

- "السحاوق يذيب الخصومات"  يشير إلى أن المشاركة في إعداد وتناول السحاوق تعزز الروابط الاجتماعية.

في بعض المحافظات اليمنية مثل صنعاء وعدن وإب، تُقام مهرجانات محلية للاحتفاء بالمطبخ اليمني، ويُخصص للسحاوق فقرة خاصة حيث يتم عرض طرق إعدادها التقليدية، ومسابقات "أفضل سحاوق"، وورش عمل للأطفال لتعليمهم طرق تحضيره. وبعض هذه الفعاليات انتقلت إلى دول المهجر، حيث ينظمها المغتربون اليمنيون في أوروبا وأمريكا لتقديم تجربة ثقافية طهوية كاملة مع الموسيقى والأزياء التقليدية.
تقدير عالمي للسحاوق
المجلات والمواقع العالمية للطهي مثل "أطلس الذوق" و"الطعام والنبيذ" صنفت السحاوق ضمن أشهر الصلصات التقليدية في الشرق الأوسط. وبعض الطهاة العالميين جربوا دمجه في أطباق مثل البرغر، البطاطس المقلية، وساندويشات الدجاج، ووجدوا أنه يعطي حرارة ونكهة مميزة يمكن للجميع الاستمتاع بها.

## الإعداد
يعد السحاوق عنصرًا لا غنى عنه في الطبق الوطني اليمني "سَلْتَة"، حيث يُضاف إلى مرق اللحم (المَرَق)، ويُقدم معه رغوة الحلبة (الهيلبة)، والبطاطس، والبيض المخفوق ويكيبيديا. كما يُعتمد عليه في "الفحسة" التي تُقدم في صنعاء وحولها، وهي عبارة عن يخنة تُقدم ساخنة مع خبز محلي وسحاوق ويتم اعداد السحاوق من الفلفل الحار الطازج المحنك مع الثوم والكزبرة والبهارات المختلفة. يتم اعداد سحوق الأحمر من الفلفل الأحمر، السحاوق الأخضر من الفلفل الأخضر، والسحاوق البني من الطماطم. وهو عنصر أساسي في وجبتي الفلافل والشاورما ويقدم مع الحمص. ويقوم الطهاة اليمنيون التقليديون بإعداد السحاوق باستخدام حجرين: حجر كبير يستخدم على سطح العمل وآخر أصغر لسحق المكونات. بدائل أخرى للإعداد هي الهاون والمدقة أو الطعام المعالج. في القرى اليمنية لا يزال السحاوق يحضر بالحجر اليدوي (المَدَقّ)، حيث تُسحق المكونات ببطء حتى تخرج زيوتها الطبيعية وتختلط النكهات جيدًا. ويعتبر إعداد السحاوق بالحجر أكثر نكهة مقارنة بالتحضير في الخلاط الكهربائي. في المدن الحديثة، أصبح الاعتماد على الخلاطات شائعًا لتوفير الوقت والجهد، خاصة مع الإضافات العصرية كالزيوت أو المكسرات. في كثير من البيوت اليمنية، لا يُعد السحاوق في عزلة، بل يتشارك فيه أفراد الأسرة، حيث يقيمون ما يُعرف بـ "جلسة السَّحاوق": تجمع عائلي حول حجر السحق أو الهاون، يتناوبون الطحن والسحق كتقليد اجتماعي وطهو جماعي، ويُستخدم السحاوق بعدها كخليط المقدمة في الولائم والأعياد. في وصفات معاصرة مثل تلك الواردة في كتاب "بريسيرفد"، يتم تخمير السحاوق لإضفاء عمق نكهوي إضافي وتحويل لونه من الأخضر الزاهي إلى زيتوني، وهو تحول يعكس تقنيات حفظ الأغذية التقليدية مع نكهات مُعدّلة.
في مواقع الطهي الحديثة مثل فوديما يعرضون وصفة مميزة للسمك اليمني مع أرز وسحاوق: يُشوى السمك ويُقدم فوق أرز البسمتي، ويرش عليه سحاوق "كصلصة خامّة” تضيف نكهة كريمية وحارة. كذلك، يمكن استخدام سحاوق كصلصة بالغمس أو كإضافة للأطباق المختلفة، مثل اللحوم أو الفلافل أو حتى التوست مع الزبدة. في اليمن، إعداد السحاوق غالبًا ما يكون نشاطًا اجتماعيًا؛ حيث تتجمع العائلة أو الجيران حول حجر السحق (المَرْهى والـ وَدِيّ) وتتناوب الأيدي على السحق، ما يضفي بعدًا تقليديًا واجتماعيًا على الطبق. ويُضاف أحيانًا الوزف، وهو سمك صغير مجفف، إلى مكونات السحاوق، ما يمنحه نكهة بحرية لذيذة ويتم تسميته حينها "سحاوق وزف".
في طبق السلتة الوطني الذي يعتبر الطبق الوطني الرسمي لليمن – يعتبر السحاوق أحد المكونات الأساسية إلى جانب المرق والحلبة والمرق، ويُقدّم عادة مع خبز "ملوج" ليُستخدم كأداة للطّرح والتناول. ويدخل السحاوق أيضًا في طبق الفحسة، خاصة في محافظة صنعاء، والذي تتكون من لحم يُطهى في قدر مع السحاوق والملح والتوابل، ويُقدّم ساخنًا مع الخبز المحلي. وكما يدخل في مقبلات شفوت، وهو طبق يعتمد على خبز "لحوح"، حجيرة (زبادي مخفّق)، شراقة من السحاوق والكراث، ويُقدّم باردًا خاصةً في رمضان بشمال اليمن. قديمًا، كان يُحفظ السحاوق بالطرق التقليدية مثل وضعه في أواني فخارية مُغطاة بالملح أو الزيت لمنع فساد المكونات. أما اليوم، فقد أصبحت الطرق الحديثة مثل التبريد والتعقيم الحراري والتعبئة في عبوات زجاجية أو بلاستيكية معقمة شائعة، ما يسمح بتصديره وحفظه لفترات طويلة دون فقدان نكهته. وتم تطوير طرق الحفظ هذه ساهم في جعل السحاوق متاحًا في المطاعم العالمية، حيث يُستخدم كصلصة للغمس، أو إضافة للأطباق، أو توابل للطعام، وهو ما لم يكن ممكنًا قبل عقود.

## الأنواع والإضافات
هناك عدة أنواع من السحاوق تختلف باختلاف المناطق اليمنية:
- السحاوق الأخضر: يعتمد على الفلفل الأخضر الحار والكزبرة، ويتميز بطعمه الطازج والنكهة العطرية.
- السحاوق الأحمر: يحضر من الفلفل الأحمر الجاف أو الطازج، وهو الأكثر حدة وحرارة.
- السحاوق بالطماطم: ينتشر في المناطق الحضرية ويعتمد على الطماطم المطحونة مع الفلفل والبهارات، ويعد أقل حرارة من غيره.
- السحاوق بالجبن: وهو نوع مستحدث يخلط فيه السحاوق التقليدي مع الجبن الطري أو اللبن، ليعطي مزيجًا مقبولًا للذين لا يتحملون الحرارة العالية.

- السحاوق بالنعناع: يضاف إليه أوراق النعناع لإعطاء نكهة منعشة وملمس بارد يخفف من شدة الفلفل.

في اليمن، لكل منطقة نسختها الخاصة:
- صنعاء: تستخدم الكزبرة بكثرة ويكون الفلفل شديد الحرارة.
- عدن: تُضاف مكونات بحرية صغيرة مثل "الوزف" (سمك مجفف) لمنح نكهة بحرية.
- إب وتعز: يتم خلط الطماطم والفلفل الأحمر مع التوابل المحلية مثل الكمون والكزبرة الجافة.

- المناطق الجبلية: يُصنع السحاوق أحيانًا بإضافة الأعشاب الجبلية العطرية مثل الزعتر المحلي أو الشمر.

الاستخدامات المعاصرة والابتكارات:
- المطبخ العصري: يستخدم السحاوق في صلصات البيتزا والفلافل البرغر والسلطات، كما يدخل في وصفات مبتكرة مع المعكرونة والأرز والبطاطا المقلية.
- التعبئة والتصدير: توجد شركات تصنع سحاوق معلب أو معبأ بزيوت نباتية معقمة، ويمكن الاحتفاظ بها لفترات طويلة دون فقد النكهة.

- سحاوق مخلوط بالفواكه: ابتكار جديد لتقديم نكهة حلوة-حارة مناسبة للأطفال وللمقبلين على التجربة العصرية.

طرق الحفظ التقليدية والحديثة:
- تقليديًا: توضع المكونات في أواني فخارية مغطاة بالملح أو الزيت للحفظ.
- حديثًا: استخدام التبريد، التعقيم الحراري، والزجاجات المعقمة.

- تطوير حديث: بعض المطاعم تحضر السحاوق مخمرًا لإضافة نكهة عميقة ولون داكن مميز، كما تُقدم نسخة مجمدة أو سائلة جاهزة للأطعمة السريعة.

ابتكارات معاصرة للسحاوق:
- سحاوق مع الطحينة: دمج الطحينة مع السحاوق الأحمر لإعطاء قوام كريمي ولون أفتح.
- سحاوق بالليمون والزنجبيل: تُستخدم في أطباق السمك المشوي، تعطي نكهة حارة ومنعشة.
- سحاوق مجفف مطحون: يُباع على شكل مسحوق أو بودرة ليُضاف مباشرة للأطعمة، ويُسهل حفظه وتخزينه لفترات طويلة.

- سحاوق مع الأعشاب الطازجة: إضافة النعناع، البقدونس، والشبت، تعطي مزيجًا عصريًا وطبيًا، ويُستخدم في السلطات والمقبلات.
- سحاوق على البيتزا: يضاف بدل صلصة الطماطم التقليدية في بعض المطاعم اليمنية في أوروبا وأمريكا.
- سحاوق مع المعكرونة: دمجه مع معكرونة الباستا يمنح الأطباق حرارة ونكهة عربية فريدة.
- سحاوق كتوابل جافة: بعض الطهاة يقومون بتجفيف السحاوق وطحنه ليصبح بودرة يمكن رشها على السلطات أو اللحوم المشوية.

- في الإمارات، مطاعم مثل "تراث المندي" و"بيت اليمن" تقدم أطباق المندي والدجاج مع سحاوق مطحون مضاف على الأرز لمنح الطبق حرارة ونكهة مميزة.
- في أمريكا، بعض مطاعم الفلافل تقدم السحاوق كصلصة جانبية مع حمص الشام أو الفلافل المقرمشة.

## شيفات يمنيون بارزون وتجاربهم مع السحاوق
عدد من الشيفات اليمنيين في دبي، لندن، والولايات المتحدة يقدمون ورش عمل حول طريقة تحضير السحاوق التقليدية، ويشرحون أهمية المكونات الطازجة مثل الفلفل، الثوم، والكزبرة. ويستخدم السحاوق في هذه الورش لتعليم الجمهور حول الثقافة اليمنية، العادات الغذائية، والاحتفال بالطعام كممارسة اجتماعية. ومن بعض الشيفات:
الشيف عبد الله الشامي، الإمارات:
- يعمل في دبي منذ أكثر من 15 سنة ويشرف على مطاعم متخصصة بالمطبخ اليمني.
- قال في مقابلة لمجلة "ذا تابل" الإماراتية:"السحاوق هو قلب المطبخ اليمني، ولا يمكن لأي طبق يمني أن يكتمل بدونه. هو ليس مجرد صلصة بل هو روح الطعام اليمني".ويشتهر عبد الله بإضافة لمسة معاصرة للسحاوق، مثل مزجه بزيت الزيتون الطازج وإضافته لأطباق المندي والفحسة بطريقة مبتكرة.

الشيف نجلاء البكري، المملكة العربية السعودية:
- تعمل في الرياض، ولها قناة على يوتيوب تُعلّم الطبخ اليمني التقليدي.
- تعتبر السحاوق جزءًا أساسيًا في وصفاتها، وتهتم بشرح أصنافها المختلفة (أحمر، أخضر، بالجبن).

- تقول نجلاء:"السر في السحاوق الجيد هو الطازجة والمدة التي يُسحق فيها الفلفل والكزبرة، هذا ما يجعل الطعم يتفوق على أي نسخة معلبة".

الشيف محمد الهمداني، الكويت:
- يملك مطعمًا شعبيًا يمنيًا في الكويت العاصمة، ويعتبر السحاوق هو العنصر الأكثر طلبًا من الزبائن.

- وصفه في مقال صحفي بأنه "أيقونة نكهة لا غنى عنها، يعكس التقاليد ويضيف دفءً لكل وجبة".

الشيف فيصل السقاف، الولايات المتحدة الأمريكية:
- يعيش في ولاية تكساس، ويقدم وجبات يمنية للمجتمع العربي والمغتربين.
- يقدم السحاوق كجزء من تجربة طهي تعليمية، مع تقديمه كصلصة غمس للأطعمة العالمية مثل البرغر، البيتزا، والفلافل.

- يقول فيصل:"أرى السحاوق كبوابة لتعريف العالم بالمطبخ اليمني، نكهته الحارة والطازجة تجعل كل من يجربه يعود للمزيد".

الشيف هند الزبيري، المملكة المتحدة:
- تعمل في لندن وتقدم ورش عمل تعليمية للطبخ اليمني.

- ركزت في مقابلاتها على الجانب الثقافي:"السحاوق أكثر من مجرد نكهة، إنه تاريخ اليمن في طبق صغير، والناس يحبون تعلم كيفية تحضيره وفهم قيمته الثقافية".

الشيف أحمد باكثير دبي:
- يشتهر باستخدام السحاوق الأحمر مع أطباق المندي والدجاج المشوي، ويصفه بأنه "سر النكهة اليمنية الأصيلة".

الشيف سارة القحطاني في لندن:
- تقدم ورشًا تعليمية لتعليم تحضير السحاوق التقليدي والحديث، وتقول: "السحاوق أكثر من صلصة، إنه تجربة ثقافية وطهو جماعي".

الشيف يوسف المقطري في نيويورك:
- يدمج السحاوق في أطباق الفلافل والبرغر، ويعتبره "مفتاح إعطاء نكهة مميزة ومختلفة للأطباق التقليدية والغربية".

ملاحظات إضافية حول السحاوق من الشيفات
- الشيفات أكدوا أن الطريقة التقليدية للسحق بالحجر أو الهاون تعطي السحاوق نكهة لا يمكن الحصول عليها في الخلاطات الكهربائية.
- بعضهم يضيف مكسرات محمصة أو زيت الزيتون لمنح السحاوق طابعًا عصريًا، مع الحفاظ على أصالته.
- هناك اهتمام عالمي بالسحاوق اليمني كمكوّن صحي وطبيعي، إذ يستخدمه الشيفات لإبراز النكهات دون الاعتماد على المواد الصناعية.

- في الدول الغربية، يُدمج السحاوق في أطباق شرق أوسطية وعالمية، مثل صلصات الغمس، أطباق الدجاج المشوي، والبطاطس المقلية، ليُقدّم تجربة جديدة للنكهة اليمنية.

## الخصائص الطبية
يعتبر اليمنيين الفلفل الحار ذو خصائص طبية. وفقاً للفولكلور اليمني نجا اليمنيين من مجاعة كبيرة بالعيش على الطماطم، والحلبة، والفلفل الحار. وفقاً لأسطورة أخرى ضرب وباء شديد اليمن ولكن لم يتعرض اليمنيين للمرض بسبب استخدامهم الواسع لهذه الأطعمة. كان يعتقد أن نبات الفلفل الحار يساعد الجسم على مقاومة المرض، تحسين الهضم، زيادة النشاط، وكذلك منع والقضاء على الطفيليات المعوية. السحاوق غني بالفيتامينات مثل فيتامين "سي" و"أ" و"د"، بالإضافة إلى المعادن مثل الحديد والكالسيوم. الفلفل الحار المستخدم فيه يحتوي على مادة الكابسيسين، وهي مركب يساعد على تعزيز الدورة الدموية وزيادة معدل الأيض. كما أن الكزبرة لها تأثير مضاد للبكتيريا والفطريات، بينما الطماطم غنية بمضادات الأكسدة مثل اللايكوبين. إضافة إلى الفوائد السابقة، يحتوي السحاوق على مركبات نباتية مفيدة مثل الفلافونويدات ومضادات الأكسدة الأخرى التي تساعد على تقليل الالتهابات وتحسين صحة القلب. الفلفل الحار يعزز إفراز الإندورفين، ما يحسن المزاج ويقلل من الشعور بالألم. كذلك، السحاوق يحتوي على الألياف الغذائية من الكزبرة والطماطم، التي تدعم عملية الهضم وتحافظ على صحة الأمعاء. استخدام السحاوق في النظام الغذائي اليومي يُعتبر وسيلة لتقليل الملح والزيوت الثقيلة، لأنه يمنح النكهة والحرارة للأطعمة الطبيعية. وتناول السحاوق بانتظام يساعد على منع الالتهابات، تعزيز الجهاز المناعي، وتحسين الهضم. ودمج السحاوق مع الأطعمة البحرية أو اللحوم يرفع القيمة الغذائية ويمنح أطباق اليمن لمسة متوازنة وصحية. والكزبرة تساعد على تطهير الجسم من السموم، وتقلل من ارتفاع ضغط الدم. و يحتوي على مادة الكابسيسين التي تساعد على زيادة معدل الأيض وحرق الدهون.